# Нокере Курсе (женский)
Нокере Курсе (нидерл. Nokere Koerse voor Dames) — шоссейная однодневная велогонка, проходящая по территории Бельгии с 2019 года. Является женской версией мужской гонки Нокере Курсе.

## История
Гонка была создана в 2019 году и сразу вошла в Женский мировой шоссейный календарь UCI. В следующем 2020 году гонка повысила свой статус войдя в календарь только что созданной Женской ПроСерии UCI.
В 2020 году гонка была отменена из-за пандемии COVID-19.
Маршрут гонки проходит в Восточной Фландрии. Старт располагается в Дейнзе, откуда дистанция идёт в направлении Нокере после чего в его окрестностях нужно преодолеть 2-3 финальных круга. Дистанция гонки включает несколько категорийных подъёмом, некоторые из которых имеют брусчатое покрытие, и мощёных участков. Финиш традиционно располагается в Нокере на вершине брусчатого подъёма Nokereberg (350 метров со средним градиентом 5,7% и максимальным 7%). Общая протяжённость дистанции составляет от 120 до 130 км.

## Призёры
| Год  | Победитель   | Второй         | Третий            |          |
| ---- | ------------ | -------------- | ----------------- | -------- |
| 2019 | Лорена Вибес | Лиза Кляйн     | Лотте Копеки      |          |
| 2020 | отменено     | отменено       | отменено          | отменено |
| 2021 | Эми Питерс   | Грейс Браун    | Лиза Кляйн        |          |
| 2022 | Лорена Вибес | Лотте Копеки   | Марта Бастианелли |          |
| 2023 | Лотте Копеки | Лорена Вибес   | Марта Бастианелли |          |
| 2024 | Лотте Копеки | Лорена Вибес   | Лили Уильямс      |          |
| 2025 | Марта Лах    | Линда Дзанетти | Лара Гиллеспи     |          |